# Марченко Валентин Віталійович
Валенти́н Віта́лійович Ма́рченко (нар. 13 серпня 1948) — український кінорежисер, сценарист, викладач.

## Життєпис
Народився 13 серпня 1948 р. в родині службовця. Закінчив акторський (1970) і режисерський (1979) факультети Київського державного інституту театрального мистецтва ім. І.Карпенка-Карого.
Сценарист і режисер студії «Київнаукфільм», де створив стрічки:
- «Світломузика» (1978)
- «Ритми театрального», «Коли зникають бар'єри» (1979)
- «Оркестр» (1981)
- «Київ — столиця України», «Замок в Одесько» (1982)
- «Прикраси для вас» (1983)
- «Побудувати будинок» (1984)
- «На шляху до таємниць мозку» (1985)
- «І таємниця сердечного болю» (1987)
- «Цілющі мікрохвилі» (1989)
- «Чаклуни XX століття» (1990)
- «Дотик» (1991);
- стрічки «Розбудова держави. Фільм 87», «Ультиматум. Фільм 87» та «Берестейський мир. Фільм 90» (автор сценар.) в документальному циклі «Невідома Україна. Нариси нашої історії» (1993);
- «Документальне кіно України 1939—1945» (1996) та ін.

Завідувач кафедри кінорежисури та кінодраматургії Інституту екранних мистецтв Київського національного університету театру, кіно і телебачення імені Івана Карпенка-Карого.
Член Національної спілки кінематографістів України.